# The Innocent Man
De gevangene (The Innocent Man) is een boek van de Amerikaanse schrijver John Grisham. Het is zijn eerste non-fictie werk, en beschrijft de onterechte terdoodveroordeling van de aan lager wal geraakte sportman Ron Williamson. Het boek is in 2006 uitgegeven.
Naar aanleiding van het boek spande in 2007 de voormalige officier van justitie in de zaak-Williamson, Bill Peterson, samen met twee voormalige politiefunctionarissen een civiele procedure tegen Grisham en twee andere auteurs aan wegens laster. Grisham zou hen opzettelijk in een negatief daglicht hebben geplaatst om zo een sensationeler verhaal te krijgen, waarbij Grisham de eisers emotionele schade zou hebben berokkend. In 2008 is deze claim door de rechter afgewezen, waarbij deze aangaf dat de onterechte veroordelingen van Williamson en Fritz openlijk besproken moeten kunnen worden.

## Het verhaal
Ronnie Williamson is een honkballer die van een gouden toekomst in het professionele honkballen droomt, maar niet verder komt dan de Minor League. Een blessure maakt een definitief eind aan zijn ambities. Ronnie lijdt aan een bipolaire stoornis, begint zwaar te drinken, en brengt zijn dagen lanterfantend door.
In 1982 wordt in zijn woonplaats Ada, Oklahoma, een moord gepleegd. Debbie Carter, een serveerster, wordt verkracht en vermoord in haar kamer aangetroffen. De moord wordt hem en een kennis, Dennis Fritz, in de schoenen geschoven. De politie is er bij voorbaat zo sterk van overtuigd dat ze schuldig zijn, dat ze bewijs gaan "zoeken". Alles is hen hierbij welkom, tot aan onduidelijke getuigenverklaringen, dromen die de verdachten bekennen, en getuigenissen van verklikkers aan toe.
Dennis en Ronnie worden gearresteerd en berecht. De verdediging laat steken vallen, en de jury neemt het flinterdunne bewijs van de aanklager voor waar aan. Dit bestaat uit haaronderzoek waar achteraf niets uit blijkt af te leiden, getuigenverklaringen, en verschillende verklaringen van verklikkers. De jury veroordeelt Dennis tot levenslange gevangenisstraf en Ronnie ter dood.
Ronnie brengt twaalf jaar door in de dodencellen van Oklahoma. Hij gaat mentaal steeds verder achteruit, en lijdt nu ook aan een milde vorm van schizofrenie. Toch weigert men hem te behandelen en acht men hem niet te ontoerekeningsvatbaar om geëxecuteerd te worden. Op een dag komt de gevreesde mededeling dat alle juridische mogelijkheden uitgeput zijn, en Ronnies tijd gekomen is. Op 27 september 1994 zal hij om 0:01 uur worden geëxecuteerd.
In een laatste juridische ronde, een "habeas corpus"-procedure, worden de grove fouten ontdekt in Ronnies veroordeling. Vijf dagen voor de executie wordt deze uitgesteld. Ronnie, en uiteindelijk ook Dennis, krijgen professionele begeleiding en een nieuw proces. De nieuwe DNA-technieken worden gebruikt en van het bewijsmateriaal blijft nu geen spaan heel. Uiteindelijk moet de staat hen wel vrijspreken. Hiermee is de kous echter niet af: excuses worden niet aangeboden en de openbare aanklager dreigt de twee zelfs nog een keer te laten arresteren. Ron is na de jaren in de cel nog maar een schaduw van zichzelf: hij is uitgemergeld, grijs, en is de meeste van zijn tanden kwijtgeraakt.
Ronnie heeft de grootste moeite zijn leven op orde te krijgen. Hij drinkt veel en kan zelfs feitelijk niet alleen wonen. In 2001 procederen Dennis en Ronnie tegen de staat Oklahoma en de stad Ada om schadevergoeding. De zaak wordt geschikt en ze krijgen een groot bedrag los. Ronnie kan hier echter niet mee omgaan, en laat het als water door zijn vingers glippen.
Uiteindelijk blijken de medicijnen, drugs en alcohol hun tol te hebben geëist: Ronnie blijkt in 2004 levercirrose te hebben. Op 4 december 2004 overlijdt hij op de leeftijd van 51 jaar.

## Bestseller 60
| Boeken met noteringen in de Nederlandse Bestseller 60 | Jaar van verschijnen | Datum van binnenkomst | Hoogste positie | Aantal weken | Opmerkingen |
| ----------------------------------------------------- | -------------------- | --------------------- | --------------- | ------------ | ----------- |
| De gevangene                                          | 2006                 | 18-10-2006            | 3               | 39           |             |